# Ferrari 599 GTB Fiorano

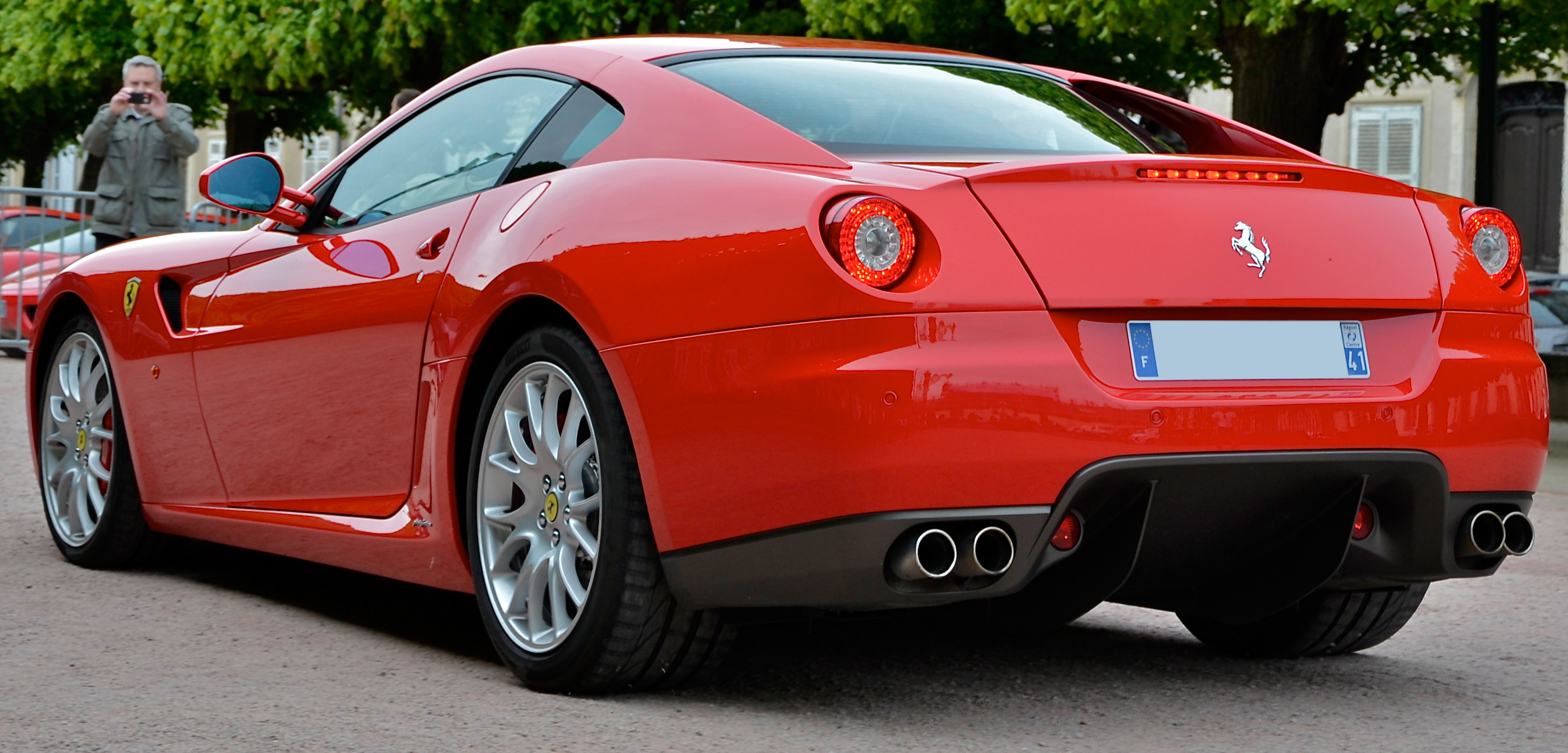
Ferrari 599 GTB Fiorano

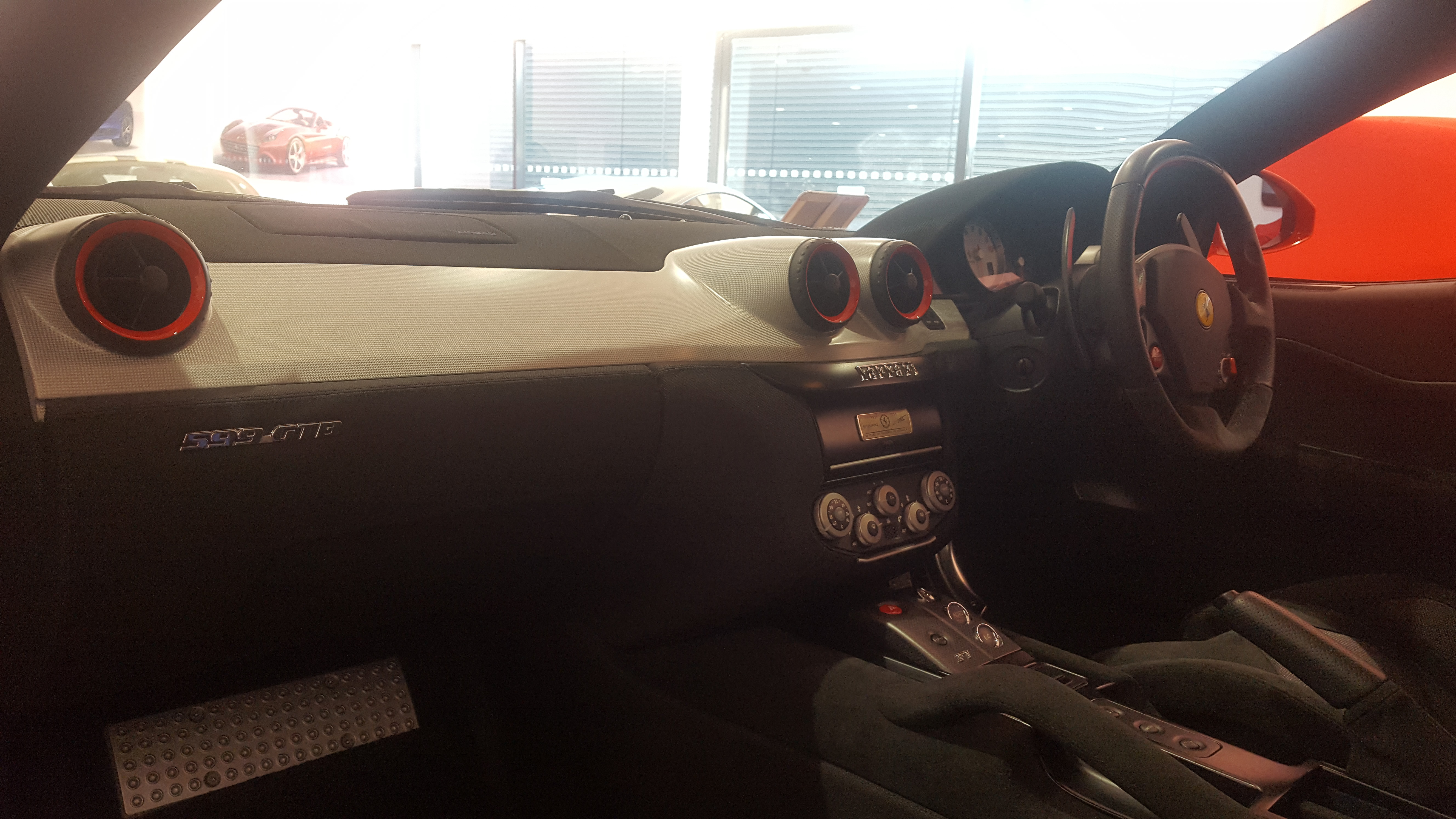

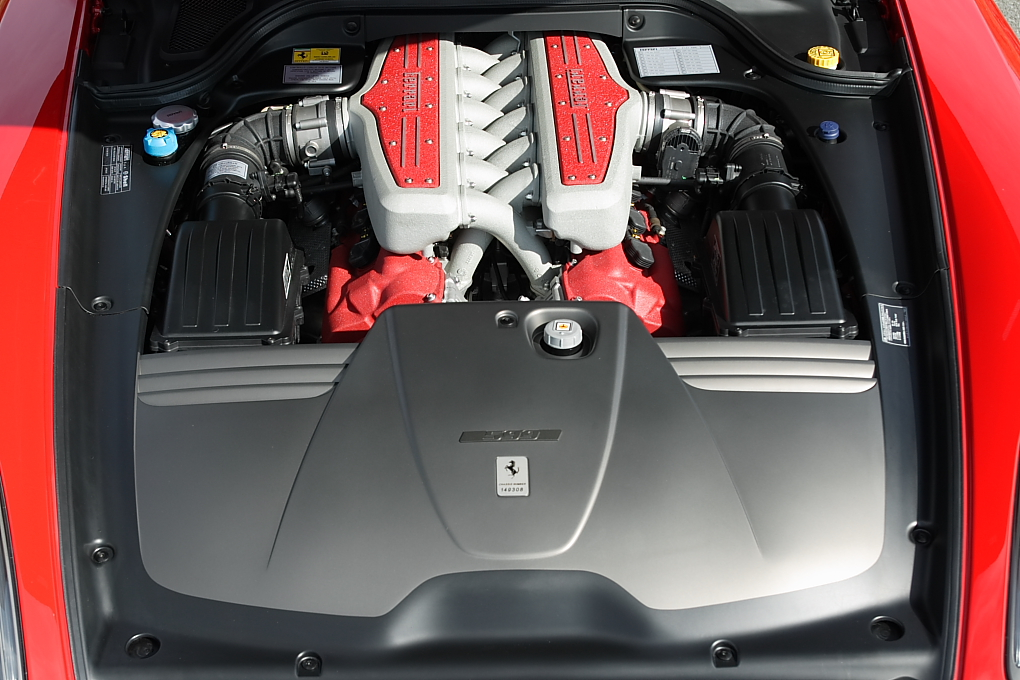
Двигун Ferrari 599 GTB Fiorano

Ferrari 599 GTB Fiorano (Type F139) — автомобіль класу Гран-турізмо італійської компанії Ferrari, який вироблявся в 2006—2012 роках. 599 GTB замінив 575M Maranello в 2006 році. Сконструйований ательє Пінінфаріна під керівництвом Франка Стефенсона, 599 GTB дебютував в Женеві в лютому 2006 року.
Назва моделі розшифровується так: 599 — об'єм двигуна (5999 см3), GTB — тип кузова Gran Turismo Berlinetta, Fiorano — тестовий трек, який використовує Ferrari.

## Характеристика
6,0-літровий бензиновий двигун Tipo F140 C/CE V12 видає 620 к.с. (456 кВт) при 6800 об/хв і 607 Нм при 5600 об/хв, що робить його найпотужнішим серійним автомобілем Ferrari. Двигун 599 GTB розроблений спеціально для цієї моделі з використанням унікальних технологій, раніше випробуваних на двигуні Ferrari Enzo Ferrari. Розгін від 0 до 100 км/год займає 3,7 с, до 160 км/год — 7,4 с, максимальна швидкість — 328 км/год.
На автомобілі встановлюється традиційна 6-ступенева механічна коробка передач або «F1 SuperFast».
Завдяки своїй модифікованій конструкції підвіски з жорсткими пружинами і стабілізатором поперечної стійкості, автомобіль залишається стабільним і керованим на великій швидкості. На треку на Fiorano також вперше використали нову систему трекшн контролю, F1-Trac. Дорожній просвіт був суттєво зменшений, що знизило центр ваги. Електроніка автомобіля також зазнала змін, глушник був перероблений таким чином, що тепер він видає відчутніший, захопливий звук, та все ж забезпечуючи комфортність їзди на крейсерській швидкості. В оздобленні екстер'єру і салону використано багато деталей виготовлених з карбону, 599 GTB отримала шкіряну оббивку сидінь, 20-дюймові колеса.

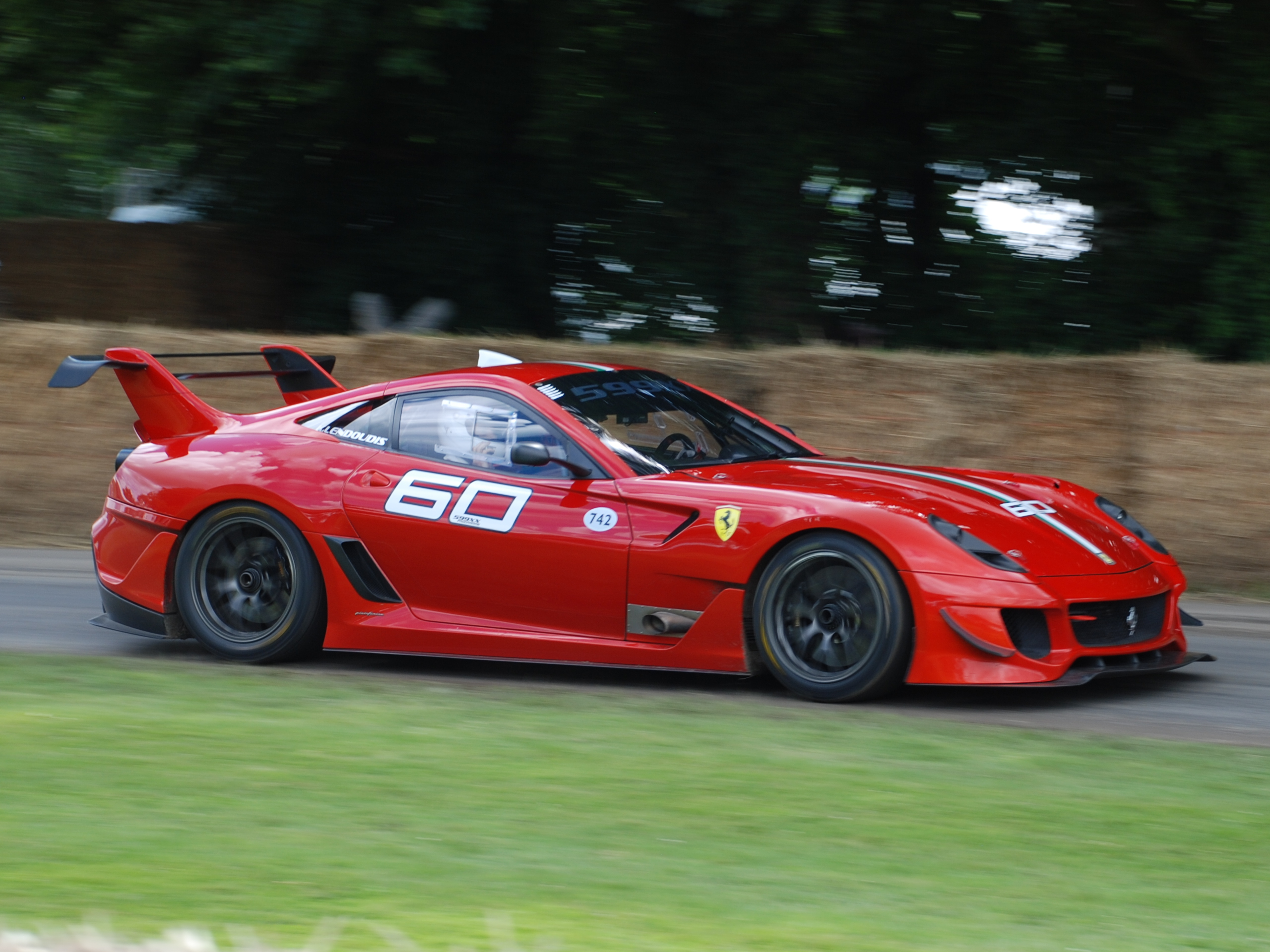
Ferrari 599XX

## 599XX

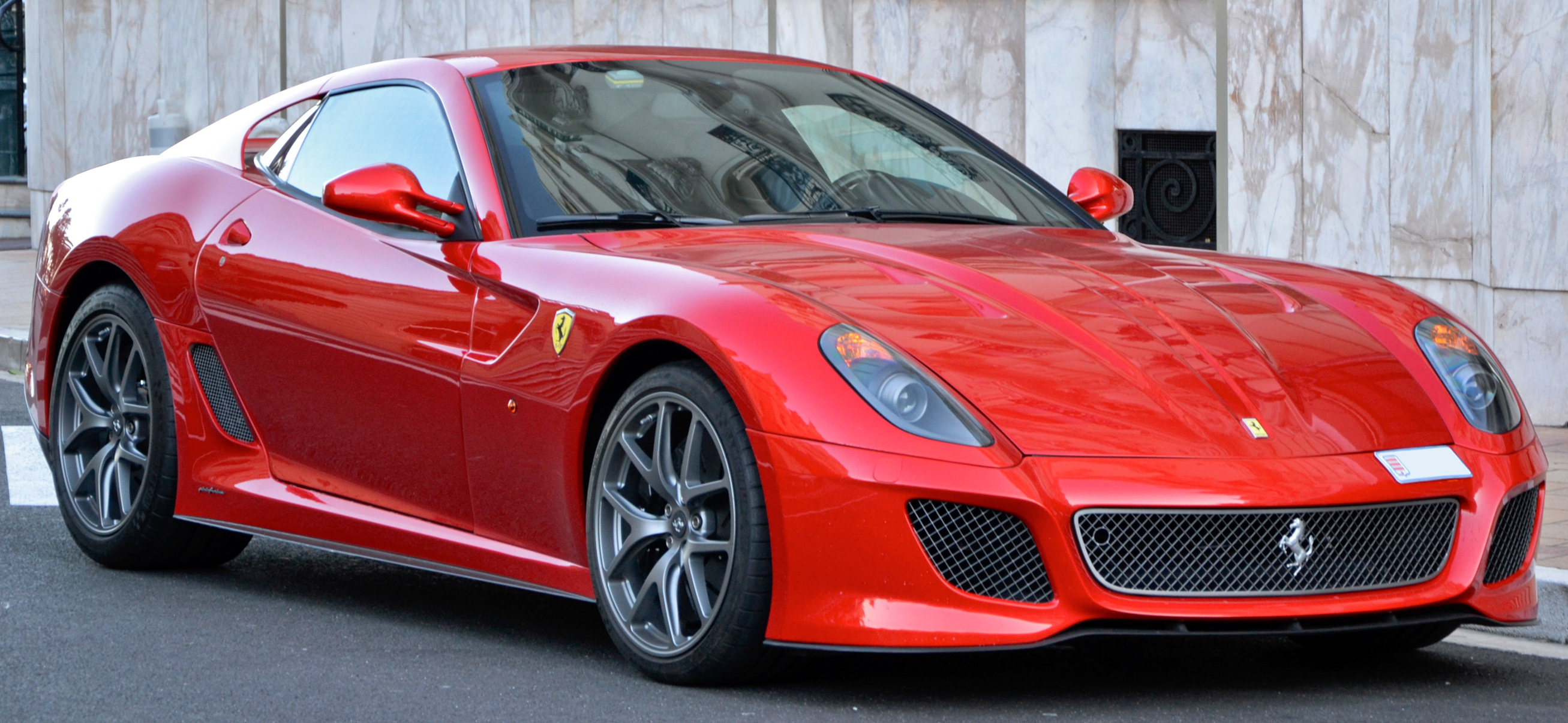
Ferrari 599 GTO

Ferrari 599XX — автомобіль, спроектований для перегонів, на базі 599 GTB. У порівняні з 599 GTB, максимальна кількість обертів двигуна підвищена до 9000 об/хв., а потужність — до 730 к.с. (537 кВт) за 9000 об/хв. Вага автомобіля зменшена за рахунок зниження маси окремих елементів двигуна і використання композитів, частини кузова з карбону і карбонових гальмівних дисків. Завдяки новій коробці передач, загальний час перемикання передачі зменшено до 60 мс. Аеродинаміка забезпечує притискну силу в 280 кг на 200 км/год, 630 кг на 300 км/год. У комплектацію входять 19-дюймові колеса. Автомобіль був представлений в Женеві 2009 року.

## 599 GTO
Ferrari 599 GTO — 2-місне спортивне купе створене на базі Ferrari 599 GTB Fiorano. Автомобіль представлений на Пекінському автосалоні в 2010 році.
За офіційною інформацією компанії Ferrari, автомобіль проходить тестове коло в Фьорано за 1 хвилину і 24 секунди, що на 1 секунду швидше флагмана Ferrari — суперкара Enzo. До 100 км/год автомобіль розганяється за 3,35 сек.
Ціна суперкара складає близько 320 тисяч євро і буде випущено всього 599 екземплярів.

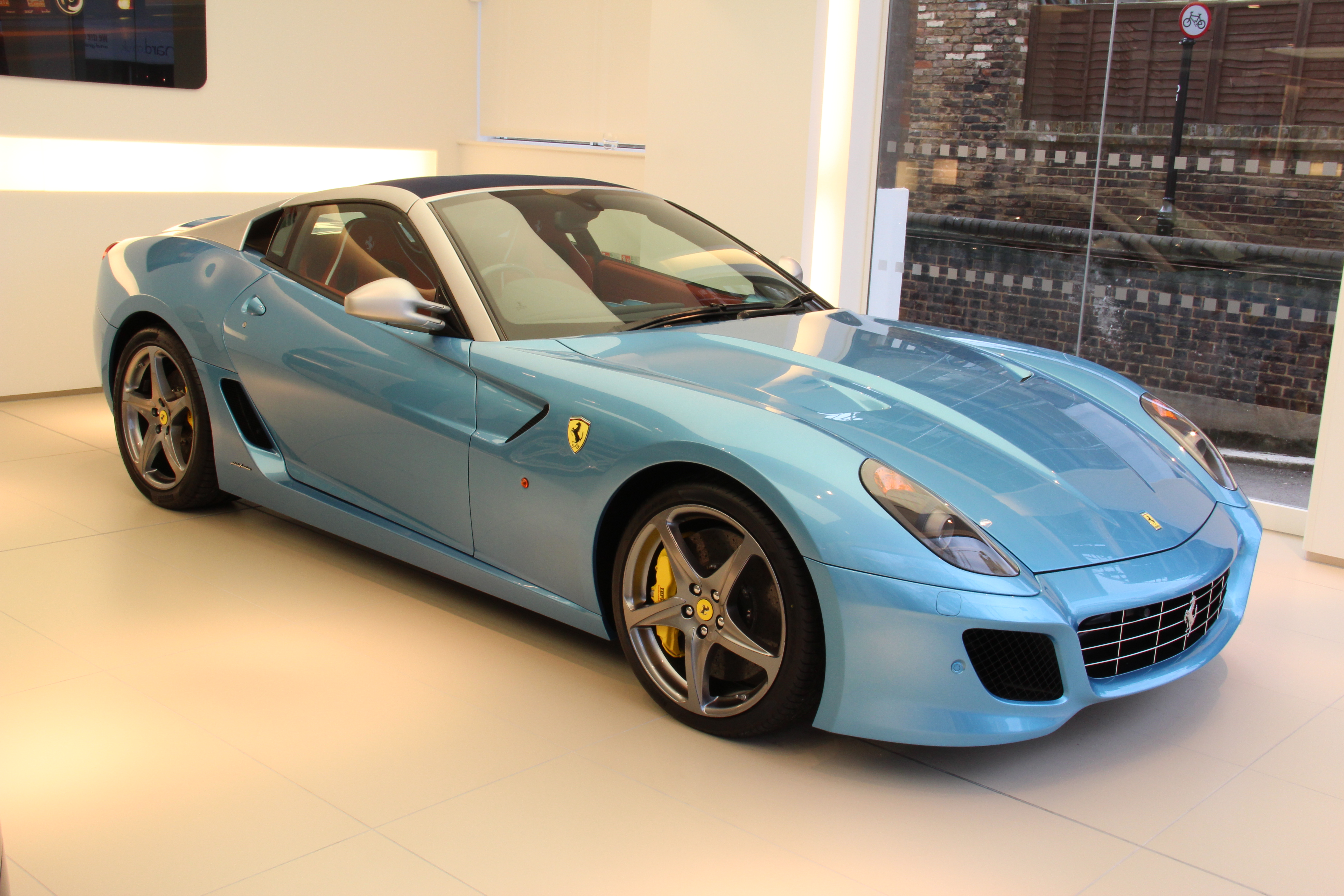
Ferrari 599 SA Aperta

## 599 SA Aperta
На Паризькому автосалоні 2010 року був представлений відкритий варіант спорткара 599 GTB Fiorano. Всього було виготовлено лише 80 таких автомобілів.

## Штучні моделі
P540 Superfast Aperta
P540 Superfast Aperta — модель виготовлена на разове замовлення Едварда Walson. Цей автомобіль являє собою другий автомобіль в спеціальній програмі Проекту Ferrari.
Superamerica 45

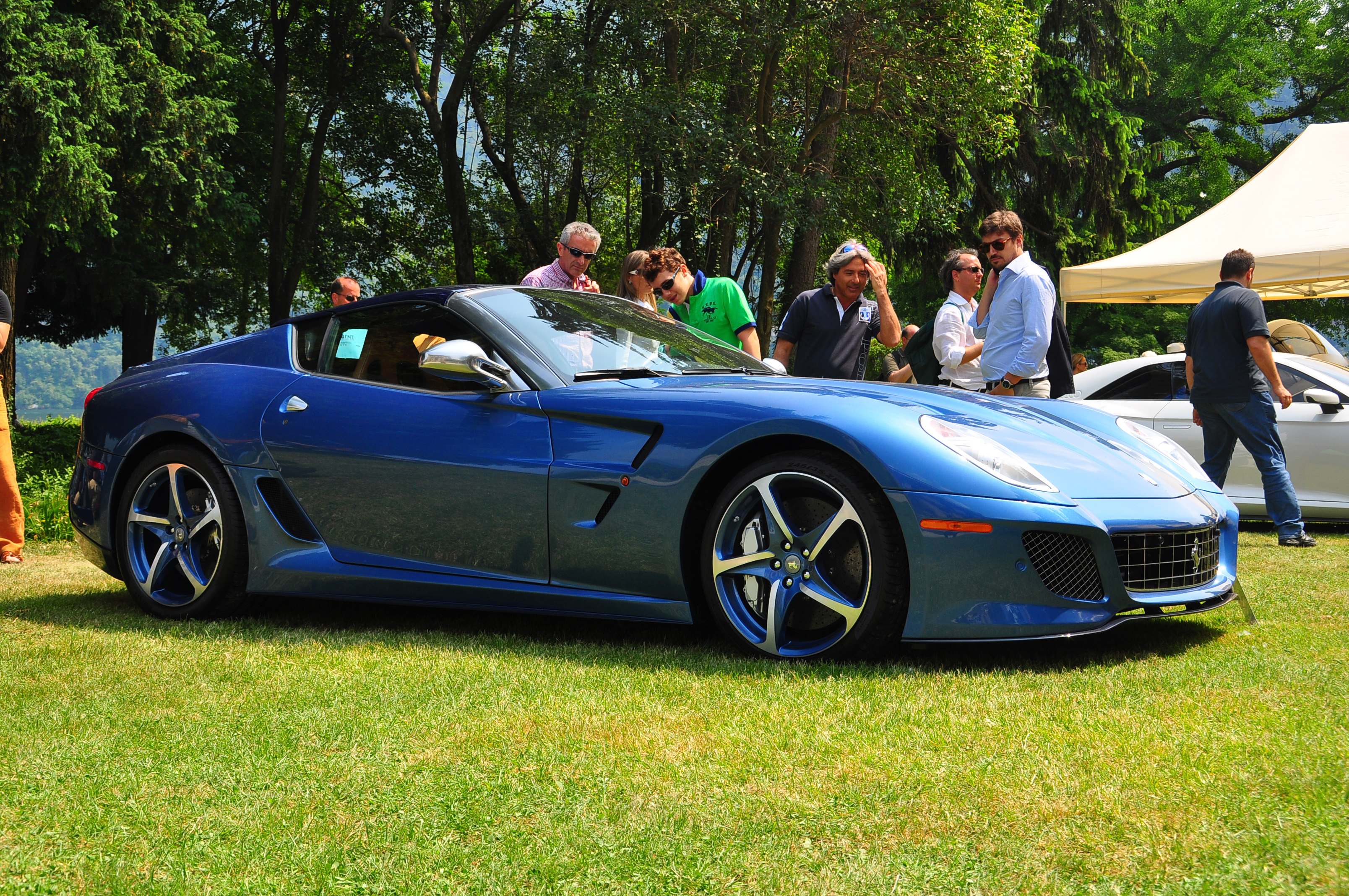
Ferrari Superamerica 45

Це один вид автомобіля, розроблений всередині країни в Ferrari, був побудований протягом тривалого часу Ferrari ентузіастом Петро Kalikow присвячений 45 рокам як клієнт Ferrari.
Він оснащений обертається вуглецевого волокна — дах, який містить у собі заднє скло. Завантажувальні, а також з вуглецевого волокна, був перероблений для розміщення даху при відкритті і збільшити притискну силу на задній частині автомобіля. Крім того, що закінчив в Blu Antille, до інших ключових візуальних належать: хромована решітка радіатора, пофарбовані в колір кузова колеса, панелі з вуглецевого волокна і спеціальні поліровані алюмінієві стійки, бічні дзеркала і дверні ручки.
Інтер'єр відрізняється поєднанням Cuoio шкіряною обробкою і Blu Scuro вуглецевого волокна, а також останнього покоління, сенсорний екран інформаційно-розважальною системою.

## Гібрид

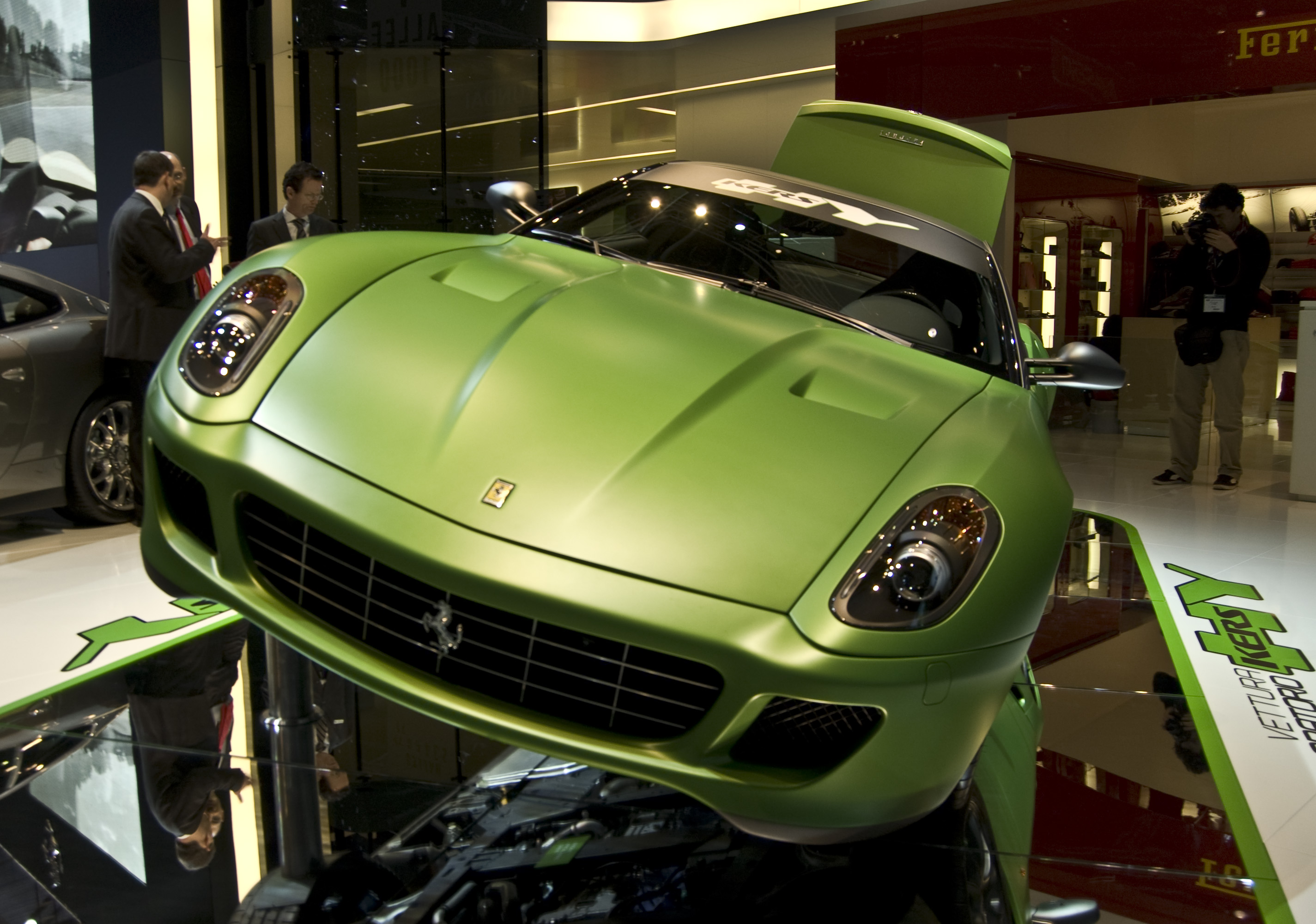
Ferrari 599 HY KERS (Гібрид)

Автомобільна асоціація звітувала, що президент Ferrari Luca Cordero di Montezemolo працював над розробкою Ferrari, яка буде використовувати альтернативну енергію подібно до того, як в F1, яка використовує систему KERS (Kinetic Energy Recycling System).

## Нагороди
- Журнал Evo назвав 599 GTB автомобілем 2006 року.
- Журнал Top Gear також назвав 599 GTB суперкаром 2006 року.